# Durabis
Durabis (palabra latina, que en español significa ‘durarás para siempre’) es el nombre comercial de un polímero claro desarrollado por TDK para usarlo como capa protectora en los discos Blu-ray. Una de sus principales aplicaciones es otorgar resistencia frente al rayado en estos y otros tipos de discos ópticos. Se ha afirmado que es lo suficientemente fuerte como para resistir el daño de un destornillador.[cita requerida]
Para cumplir con las especificaciones del Blu-ray, la capa tiene que ser de menos de 0,1 mm de grosor, ser lo suficientemente dura para resistir un daño considerable, y lo suficientemente transparente como para ser leído sin problemas. El proceso contiene dos capas en los discos, una para protección contra rayas y otra para proteger contra manchas y grasa.
TDK afirmó en un comunicado que es «la primera generación» y que sigue trabajando en este asunto, de cara a la protección de los DVD, aunque es posible adaptar el polímero para usarlo en las pantallas LCD, CRT y plasma.